# Tone (tàu tuần dương Nhật)
Tone (tiếng Nhật: 利根) là một tàu tuần dương hạng nặng của Hải quân Đế quốc Nhật Bản, là chiếc dẫn đầu trong lớp của nó vốn bao gồm cả chiếc Chikuma. Tên của nó được đặt theo sông Tone tại khu vực Kantō của Nhật Bản. Nó từng được sử dụng rộng rãi trong Chiến tranh Thế giới thứ hai cho đến khi bị đánh chìm tại Kure vào ngày 24 tháng 7 năm 1945.

## Thiết kế và chế tạo
Lớp tàu tuần dương Tone được chấp thuận cho chế tạo vào năm 1932. Tone được thiết kế cho các nhiệm vụ tuần tra trinh sát tầm xa và có thể mang theo một lượng thủy phi cơ lớn. Tone được đặt lườn vào ngày 1 tháng 12 năm 1934 tại xưởng đóng tàu của hãng Mitsubishi tại Nagasaki. Nó được hạ thủy vào ngày 21 tháng 11 năm 1937 và được đưa ra hoạt động vào ngày 20 tháng 11 năm 1938.

## Lịch sử hoạt động

### Trận Trân Châu Cảng
Vào cuối năm 1941, Tone cùng với con tàu chị em với nó Chikuma được phân về Hải đội Tuần dương 8, và đã hiện diện trong cuộc Tấn công Trân Châu Cảng. Sáng sớm ngày 7 tháng 12 năm 1941, Tone và Chikuma mỗi chiếc đã cho phóng lên một chiếc thủy phi cơ Aichi E13A1 "Jake" để trinh sát thời tiết bên trên đảo Oahu lần cuối cùng. Lúc 06 giờ 30, Tone và Chikuma mỗi chiếc lại tung ra một chiếc thủy phi cơ hai chỗ ngồi tầm ngắn Nakajima E8N "Dave" hoạt động như những tiêu điểm radar và tuần tra về phía Nam của Lực lượng tấn công. Thủy phi cơ của Tone đã bay về phía Lahaina, nhưng không phát hiện được sự hiện diện của bất kỳ hạm đội Mỹ nào. Trong cuộc tấn công diễn ra sau đó, các thiết giáp hạm Arizona, Oklahoma, West Virginia và California bị đánh chìm, trong khi Nevada, Pennsylvania, Tennessee, Maryland cùng nhiều tàu chiến nhỏ khác bị hư hại.
Vào ngày 16 tháng 12, Hải đội Tuần dương 8 được lệnh hỗ trợ cho nỗ lực nhằm chiếm đảo Wake lần thứ hai. Tone tung ra hai thủy phi cơ "Dave" làm nhiệm vụ tuần tra chống tàu ngầm. Sau khi Wake thất thủ, Hải đội Tuần dương 8 quay trở về Kure, Hiroshima. Đến ngày 14 tháng 1 năm 1942, Hải đội Tuần dương 8 đặt căn cứ tại Truk thuộc quần đảo Caroline, và hỗ trợ cho cuộc đổ bộ lực lượng Nhật Bản lên Rabaul thuộc New Britain cũng như các cuộc tấn công nhắm vào Lae và Salamaua thuộc New Guinea. Vào ngày 24 tháng 1 năm 1942, máy bay của Tone đã tấn công quần đảo Admiralty. Sau cuộc không kích do Phó Đô đốc William Halsey, Jr trên chiếc tàu sân bay Enterprise thực hiện nhắm vào Kwajalein diễn ra ngày 1 tháng 2, Tone rời Truk cùng Lực lượng tấn công tàu sân bay tiến hành truy đuổi bất thành. Sau đó Chikuma và Tone tham gia vào cuộc Ném bom cảng Darwin thuộc Australia vào ngày 19 tháng 2, tiêu diệt 15 máy bay và đánh chìm 11 tàu. Trong trận này, Tone tung ra một thủy phi cơ nhằm mục đích trinh sát thời tiết trước cuộc tấn công, nhưng hệ thống liên lạc radio của chiếc máy bay bị hỏng và nó buộc phải quay về tàu. Sau đó, một thủy phi cơ khác được tung ra, và đã hoạt động thành công hơn khi bắn rơi được một chiếc PBY Catalina của Không quân Hoàng gia Australia.

### Trận chiến biển Java
Vào ngày 1 tháng 3 năm 1942, Tone phát hiện ra chiếc tàu khu trục cũ Edsall ở vị trí 250 dặm về phía Nam Đông Nam đảo Christmas. Bốn ngày sau, thủy phi cơ của Tone và Chikuma đã tham gia cuộc tấn công vào Tjilatjap. Ngày 6 tháng 3, Tone vớt được một thủy thủ Anh trôi dạt trên biển sau khi thuyền của anh ta bị đánh đắm ngoài khơi Java kể từ ngày 27 tháng 2.

### Không kích Ấn Độ Dương
Ngày 5 tháng 4 năm 1942, Tone nằm trong thành phần một lực lượng đặc nhiệm lớn, đã tung ra 315 máy bay không kích vào Columbo, Ceylon. Kết quả là các tàu chiến Tenedos, Hector cùng 27 máy bay bị tiêu diệt và trên 500 người thiệt mạng ngay tại cảng, trong khi các tàu tuần dương Cornwall và Dorsetshire bị đánh chìm ngoài biển. Tone cùng với lực lượng đặc nhiệm rút lui về Nhật Bản vào giữa tháng 4 năm 1942, khi nó hầu như ngay lập tức được giao nhiệm vụ truy đuổi bất thành Lực lượng Đặc nhiệm 16.2 của Đô đốc Halsey bao gồm chiếc tàu sân bay Hornet sau vụ Đột kích Doolittle.

### Trận Midway
Trong trận Midway, Tone cùng Hải đội Tuần dương 8 nằm trong thành phần Lực lượng Tấn công tàu sân bay của Phó Đô đốc Nagumo Chūichi. Vào ngày 4 tháng 6, Tone và Chikuma mỗi chiếc đã cho phóng lên hai thủy phi cơ "Jake" để trinh sát trong một phạm vi rộng đến 300 dặm nhằm truy tìm các tàu sân bay Mỹ. Máy bay của Tone đã tìm thấy mục tiêu, nhưng do hệ thống báo cáo quan liêu nội bộ bên trong cấu trúc chỉ huy, bản báo cáo của nó đã không được chuyển giao ngay cho Đô đốc Nagumo. Kết quả là ông đã ra lệnh cho máy bay của mình chuẩn bị một đợt không kích khác xuống đảo Midway trước khi nhận được báo cáo, đưa đến kết quả bi thảm là bị đánh chìm tất cả bốn tàu sân bay hạm đội. Tone cũng bị máy bay từ tàu sân bay Mỹ tấn công trong trận này, nhưng không bị thiệt hại nào ngoại trừ một máy bay "Dave" cùng đội bay của nó. Sau đó Chikuma và Tone được điều đến giúp đỡ lực lượng tấn công quần đảo Aleut của Phó Đô đốc Boshiro Hosogaya. Tuy nhiên, sự phản công của lực lượng Đồng Minh tại đây đã không diễn ra như dự tính, nên Hải đội Tuần dương 8 bình yên quay trở về.

### Trận chiến Đông Solomon
Chuẩn Đô đốc Chuichi Hara tiếp nhận quyền chỉ huy Hải đội Tuần dương 8 từ ngày 14 tháng 7 năm 1942. Cùng với việc lực lượng Đồng Minh đổ bộ lên đảo Guadalcanal, Chikuma và Tone được lệnh tiến về phía Nam vào ngày 16 tháng 8 cùng với các tàu sân bay Shōkaku, Zuikaku, Zuihō, Junyō, Hiyō và Ryūjō. Chúng được tháp tùng bởi các thiết giáp hạm Hiei và Kirishima, tàu chở thủy phi cơ Chitose cùng các tàu tuần dương Atago, Maya, Takao và Nagara.
Vào ngày 24 tháng 8 năm 1942, các tàu tuần dương Kumano, Suzuya và Mogami của Hải đội Tuần dương 7 đến gia nhập tăng cường cho lực lượng hạm đội tại khu vực Guadalcanal. Sáng hôm sau, một chiếc thủy phi cơ PBY Đồng Minh phát hiện ra Ryūjō, và sau đó những chiếc máy bay ném bom bổ nhào SBD Dauntless và máy bay ném bom-ngư lôi TBF Avenger cất cánh từ Enterprise đã tấn công nó nhưng không thành công. Bảy thủy phi cơ của Tone và Chikuma đã được tung ra để truy tìm hạm đội Mỹ; và một chiếc xuất phát từ Chikuma đã phát hiện ra lực lượng Mỹ, nhưng đã bị bắn rơi trước khi kịp gửi bản báo cáo. Tuy nhiên, một thủy phi cơ thứ hai đã thành công, và hạm đội Nhật tung ra đợt tấn công nhắm vào Enterprise, đánh trúng nó ba quả bom khiến sàn tàu bằng gỗ bốc cháy. Cùng lúc đó, người Mỹ cũng phát hiện ra hạm đội Nhật, và Ryūjō bị đánh chìm bởi máy bay xuất phát trừ tàu sân bay Saratoga. Trong trận này, Tone cũng bị tấn công bất thành bởi hại chiếc Avenger khi những quả ngư lôi Mark 13 phóng ra đều bị trượt, và chiếc tàu tuần dương quay trở về Truk an toàn.

### Trận chiến Santa Cruz
Trong suốt tháng 10, Chikuma và Tone tuần tra tại khu vực phía nam quần đảo Solomon, chờ đợi cơ hội tái chiếm sân bay Henderson. Vào ngày 19 tháng 10, Tone cùng với tàu khu trục Teruzuki được tách ra thực hiện nhiệm vụ độc lập trinh sát các tàu chiến Mỹ. Cả hai chiếc đều hoạt động tại khu vực ngoài khơi quần đảo Santa Cruz cho đến khi một chiếc thủy phi cơ Kawanishi H6K "Emily" xuất phát từ đảo san hô Jaluit nhìn thấy một tàu sân bay ngoài khơi quần đảo New Hebride. Vào ngày 26 tháng 10 năm 1942, ở vị trí 250 dặm về phía Đông Bắc Guadalcanal, lực lượng đặc nhiệm của Chuẩn Đô đốc Abe Hiroaki tung ra bảy thủy phi cơ để tuần tiễu khu vực phía Nam Guadalcanal. Chúng trông thấy hạm đội Mỹ, và cuộc tấn công mà Đô đốc Abe tung ra sau đó với 13 máy bay ném bom-ngư lôi Nakajima B5N2 "Kate" đã đánh chìm tàu sân bay Hornet cũng như làm hư hại chiếc thiết giáp hạm South Dakota và chiếc tàu tuần dương San Juan. Tuy nhiên, hai trong số bốn thủy phi cơ mà Tone phóng lên trong cuộc tấn công này đã bị bắn rơi.
Sau đó, Tone hỗ trợ các nỗ lực tăng viện cho lực lượng Nhật tại Guadalcanal cho đến giữa tháng 11 năm 1942, rồi sau đó được giao nhiệm vụ tuần tra từ căn cứ ở Truk cho đến giữa tháng 2 năm 1943. Sau khi quay về Maizuru ngày 21 tháng 2 để được nâng cấp, khi nó được trang bị bổ sung hai khẩu đội pháo phòng không nòng đôi 25 mm Kiểu 96 cùng một hệ thống radar dò tìm không trung Kiểu 21. Vào ngày 15 tháng 3 năm 1943, Chuẩn Đô đốc Fukuji Kishi tiếp nhận quyền chỉ huy Hải đội Tuần dương 8, và Tone được lệnh quay trở lại khu vực Truk. Tuy nhiên, vào ngày 17 tháng 5, Chikuma và Tone được giao nhiệm vụ tháp tùng chiếc thiết giáp hạm Musashi quay trở lại Tokyo đưa di hài của Đô đốc Yamamoto Isoroku về làm lễ quốc tang tại chính quốc. Tone quay trở lại Truk vào ngày 15 tháng 7, và đã tránh được nhiều cuộc tấn công bằng tàu ngầm dọc theo đường đi. Từ tháng 7 đến tháng 11, Tone tham gia nhiều chuyến vận chuyển binh lực đến Rabaul, và những chuyến tuần tra tại quần đảo Marshall để truy đuổi bất thành hạm đội Mỹ. Khi quay trở về Kure vào ngày 6 tháng 11, Tone lại được trang bị thêm các khẩu pháo phòng không 25 mm, nâng tổng số lên 20 nòng pháo. Hải đội Tuần dương 8 bị giải thể vào ngày 1 tháng 1 năm 1944, nên cả hai chiếc Tone và Chikuma đều được phân về Hải đội Tuần dương 7 cùng với Suzuya và Kumano dưới quyền chỉ huy của Chuẩn Đô đốc Nishimura Shoji. Tone quay trở lại Truk vào ngày 2 tháng 1. Trong tháng 2, Tone hỗ trợ cho việc triệt thoái lực lượng Nhật Bản từ Truk về Palau.
Từ ngày 1 tháng 3 năm 1944, Tone tham gia vào đợt đánh cướp tàu buôn tại Ấn Độ Dương. Ngày 9 tháng 3, Tone đánh chìm chiếc tàu chở hàng Anh Quốc SS Behar, bắt giữ 108 người sống sót. Trong số những người sống sót, 32 người được chuyển lên bờ tại Batavia như những tù binh chiến tranh. Đô đốc Sakonjo Naomasa trên chiếc soái hạm Aoba đã ra lệnh "thanh lý" số tù binh còn lại, và họ bị đưa lên boong tàu và bị chém đầu. Ngày 20 tháng 3 năm 1944, Chuẩn Đô đốc Kazutaka Shiraishi tiếp nhận quyền chỉ huy Hải đội Tuần dương 7.

### Trận chiến biển Philippine
Ngày 13 tháng 6 năm 1944, Đô đốc Soemu Toyoda ra mệnh lệnh thực hiện "Chiến dịch A-Go" nhằm phòng thủ bảo vệ quần đảo Mariana. Tone được phân về Lực lượng "C" thuộc Hạm đội Cơ động của Phó Đô đốc Jisaburo Ozawa, vốn đã băng qua biển Visayan để đi đến biển Philippine hướng về phía Saipan. Vào ngày 20 tháng 6, sau khi các thiết giáp hạm Haruna và Kongo cùng tàu sân bay Chiyoda bị tấn công bởi máy bay xuất phát từ các tàu sân bay Mỹ Bunker Hill, Monterey và Cabot, và khi hầu hết lực lượng không quân yểm trợ trên không đã bị tiêu diệt trong cái gọi là "Cuộc săn vịt trời Marianas vĩ đại", Tone rút lui cùng với Hạm đội Lưu động về phía Okinawa, và sau đó là Kure. Trong khi ở lại Kure từ ngày 26 tháng 6 đến ngày 8 tháng 7 năm 1944, Tone được trang bị bổ sung các khẩu pháo phòng không 25-mm Kiểu 96, nâng tổng số lên 57 nòng súng. Hai hệ thống radar mới dò tìm mặt đất Kiểu 22 và một hệ thống dò tìm trên không Kiểu 13 cũng được trang bị. Sau khi tham gia vận chuyển binh lính đến Okinawa, Tone được phái đến Singapore vào tháng 7.

### Trận chiến vịnh Leyte
Ngày 23 tháng 10 năm 1944, Tone cùng với Kumano, Suzuya và Chikuma khởi hành rời Brunei hướng về phía Philippines cùng với Lực lượng Tấn công Lưu động của Phó Đô đốc Kurita. Trong trận chiến eo biển Palawan, các tàu tuần dương Atago và Maya bị tàu ngầm đánh chìm, và chiếc Takao bị hư hại. Vào ngày 24 tháng 10, Hải đội Tuần dương 7 nằm trong thành phần "Lực lượng Trung tâm" của Phó Đô đốc Kurita Takeo. Trong trận chiến biển Sibuyan diễn ra sau đó, Lực lượng Trung tâm phải chịu đựng mười một đợt không kích bởi máy bay Mỹ xuất phát từ các tàu sân bay của Đội Đặc nhiệm 38.2, kết quả là chiếc siêu thiết giáp hạm Musashi bị đánh chìm và Tone trúng bom. Ngày hôm sau, trong trận chiến ngoài khơi Samar, Yamato, Nagato, Haruna và Myoko bị hư hại. Tone đã tấn công tàu khu trục Mỹ Heermann nhưng bị ngăn trở bởi các đợt không kích. Nó rút lui an toàn ngang qua eo biển San Bernardino mà không phải chịu đựng thiệt hại gì thêm, nhưng chiếc tàu chị em với Tone là Chikuma cùng Chokai và Suzuya đều bị mất.
Ngày 6 tháng 11, Tone rời Brunei hướng đến Manila, rồi sau đó đi đến Mako thuộc quần đảo Pescadores và Kure. Quay trở vào ụ tàu tại Maizuru, Tone lại được trang bị thêm bốn khẩu đội phòng không ba nòng 25 mm phía sau tàu, nâng tổng số lên 62 nòng pháo. Radar Kiểu 21 cũng được thay thế bằng Kiểu 22. Hải đội Tuần dương 7 bị giải tán vào ngày 21 tháng 11 và Tone được phân về Hải đội Tuần dương 5 cùng với Kumano. Sau khi công việc sửa chữa hoàn tất vào ngày 18 tháng 2 năm 1945, Tone được bố trí đến Etajima, nơi nó được neo đậu và sử dụng như một tàu huấn luyện. Chiếc tàu tuần dương bị hư hại nhẹ trong một cuộc không kích vào ngày 19 tháng 3.
Vào ngày 24 tháng 7 năm 1945, Lực lượng Đặc nhiệm 38 tung ra một đợt không kích vào Kure với ý định tiêu diệt hoàn toàn Hải quân Đế quốc Nhật Bản. Chín máy bay xuất phát từ tàu sân bay Monterey đã nhắm vào Tone và đánh trúng nó ba quả bom, khiến chiếc tàu tuần dương mắc cạn xuống đáy vịnh. Phần thân tàu nổi trên mặt nước còn bị tấn công một lần nữa vào ngày 28 tháng 7 bởi rocket và bom xuyên thép của máy bay xuất phát từ các tàu sân bay Wasp và Ticonderoga. Sau chiến tranh, Tone được rút khỏi danh sách Đăng bạ Hải quân vào ngày 20 tháng 11 năm 1945. Thân tàu được vớt lên và tháo dỡ trong những năm 1947 – 1948.

## Danh sách thuyền trưởng
- Teizo Hara (sĩ quan trang bị trưởng): 1 tháng 11 năm 1938 – 20 tháng 11 năm 1938
- Teizo Hara: 20 tháng 11 năm 1938 – 15 tháng 11 năm 1939
- Shinzo Onishi: 15 tháng 11 năm 1939 – 15 tháng 10 năm 1940
- Masao Nishida: 15 tháng 10 năm 1940 – 10 tháng 9 năm 1941
- Tametsugu Okada: 10 tháng 9 năm 1941 – 14 tháng 7 năm 1942
- Yuji Kobe: 14 tháng 7 năm 1942 – 1 tháng 12 năm 1943
- Haruo Mayuzumi: 1 tháng 12 năm 1943 – 6 tháng 1 năm 1945
- Yusaku Okada: 6 tháng 1 năm 1945 – 24 tháng 7 năm 1945

### Sách
- Brown, David (1990). Warship Losses of World War Two. Naval Institute Press. ISBN 1-55750-914-X.
- D'Albas, Andrieu (1965). Death of a Navy: Japanese Naval Action in World War II. Devin-Adair Pub. ISBN 0-8159-5302-X.
- Dull, Paul S. (1978). A Battle History of the Imperial Japanese Navy, 1941–1945. Naval Institute Press. ISBN 0-87021-097-1.
- Howarth, Stephen (1983). The Fighting Ships of the Rising Sun: The drama of the Imperial Japanese Navy, 1895–1945. Atheneum. ISBN 0-68911-402-8.
- Jentsura, Hansgeorg (1976). Warships of the Imperial Japanese Navy, 1869–1945. Naval Institute Press. ISBN 0-87021-893-X.
- Lacroix, Eric (1997). Japanese Cruisers of the Pacific War. Linton Wells. Naval Institute Press. ISBN 0-87021-311-3.
- Whitley, M.J. (1995). Cruisers of World War Two: An International Encyclopedia. Naval Institute Press. ISBN 1-55750-141-6.